# 中西巌
中西 巌（なかにし いわお、慶應3年（1867年）5月 - 1961年）は、日本の実業家、株式仲買人である。東京株式取引所一般取引員、丸中商店（中西巌商店）店主、丸九商店、中西証券社長。

## 人物・来歴
慶應3年5月、和歌山縣那賀郡西貴志村鳥居の郷士の父：繁蔵の八男として生まれる。
明治18年（1885年）縣立和歌山師範学校を卒業して、小学校に教鞭を執り18歳で小学校校長等に任命される。数年後、その後逓信官吏を志して和歌山郵便局に奉職したのち名古屋郵便局逓信課長となり、明治33年（1900年）に東京逓信局に転任し逓信課長に任ぜられる。
実業界を志し、食パン（乾パン）製造業を開始。明治37年（1904年）に日露戦争が勃発すると「中西軍用パン」を東京市赤阪區青山南町にて創業し、兵士の食料用として盛んに戦地に送り当局に貢献する。

日露戦争時の株界の躍動に際して、同郷出身の栗生武右衛門（のちの京浜急行電鉄社長）の株式仲買店である山栗商店を客として利用し、巨額の利益を得た氏は、日露戦争における成金の代表的な一人として名を馳せ、当時に勝ち得た財は当時の金額で130万円に達したと伝わる（現在の貨幣価値に換算して数十億円）。
しかし日露戦後の市場の狂乱から僅かな期間でほとんどの資産を失ってしまう状況に陥る。
そんな窮地に陥った状況でも、生まれつき肝の座った性格で損害を嘆くこともなく平然と大胆な取引を続け明治39年に山栗商店に入って現物部を主宰した。
明治43年（1910年）に株式仲買店丸中商店（中西巌商店）を東京市日本橋區兜町四番地に開業。数年で勢力的に事業を拡大し、横浜、仙台、福島、米沢、横須賀、宇都宮、新潟などに事務所・出張所を設ける。
東京毎夕新聞にて中西商店日報として、最新の取引状況などを連載。
大正2年（1913年）の石油株盛況時に振手の手違いに失敗して大正3年（1914年）に破綻。
一時引退するも取引を続け第一次世界大戦時の好況時には強気に買い進み、戦後の釣瓶落とし相場に売り方針が当たって再び巨額の利をつかむに至った結果、大正9年（1920年）丸九商店として株式仲買店を再開した。
大正11年に東京市麻布区富士見町45番地（現：ニュー山王ホテル所在地）に転居。
大正14年時点で500万円（現在の貨幣価値に換算して数十億円）以上の資産を有する旨が経済紙の記事に記述あり。
昭和5年（1930年）10月に兜町三番地に中西証券株式会社を創立。
世界恐慌に端を発する不況の影響を受け、国内も昭和恐慌と呼ばれる状況で資金難に陥る。
他社との協業契約を結ぶも、資金状況の悪化に伴い社内での影響力に変化が生じ経営を巡って対立する。
不況で破綻した同業他社の人員を雇い入れ、立て直しを計るも社内の対立関係は改善せず、社名変更の後昭和9年(1934年)12月29日に代表取締役を辞任。

## 関東大震災
元逓信官僚（逓信省通信局長）・日本石油専務の田中次郎氏が休暇中に別荘のある伊豆を訪れた際、雨天のため予定が変更になり同じ古奈地区に別荘を持つ中西の避暑先を訪れた折に、関東大震災が襲来し、新築二階建ての中西の別荘も倒れそうになるほど揺れ、二人は屋根上に登って再三の余震を避けた。
のちに屋外に出てみると、大地や池が大きく揺れ動く様に驚く、しかし原因はわからず浅間山の噴火かと思い山を見ても煙すら上がっておらず、原因は分からずじまいだった。東京の惨状を耳にしたのは夕方になってからのことだった。。

## 世の中は金よりも度胸だ
「多くの人は資本が少ないと儲からぬように申しますが、資本よりも信用がなくては駄目です、資本はかえって依頼心を起こし、近視眼に陥って信念のない売買になりますから、他力本願で出発したものはむしろ害をなすものです。 大勢には決して逆らってはいけません、仕手関係はあたかも春雨のようなものですから、大局に順応しつつ常に考慮を払い、満腹したら警戒線に入ったのですから身を開きます。
財界が向上の機運に会したと思ったならば2年でも3年でも熱するまでは強気一貫です反対に下り坂に向かったと見込みをつけたら弱気を一貫します。しかし放漫に分不相応の思惑をやってはなりません。
相場には必ず過渡期のあやがありますから、その点によく注意しなければなりません、例えば百圓中心の時には十圓から廿圓幅位のあやがあります、二百圓中心となると三五十圓幅にひろがっていくこのあやは値頃が高まっていくほど変動が荒くなるものです。 
株は私の生命であり、唯一の友達です、その見方としては先ず採算株と投機株を区別する必要があります、雑株はだいたい利回り採算点を基礎にしますが、投機株はそれにこだわってはなりません、投機株は一種の人気売買です一例をあげますと新東は親東よりも常に割が高い、それいていつも新東に人気が集まっているのはなぜでしょうか？ 
それは前途に増資という楽しみがあったり、市場が白熱すれば一日五六十萬株も出来て六割や七割の配当は必ずしも不可能ではないからです、熱ほど恐ろしいものはありません。一時一千圓もしたセキセイインコが二三十圓になったり七八十圓した十姉妹が十銭に四五羽もくれるという惨めな反動を招いたのも即ち流行のとがめで良い教訓であります。
信念がないと度胸が座らぬ、信念は先天的の天分にもよるが平常鍛錬を欠かさぬよう、世の中は金よりも度胸です」